# دانشکده مهندسی برق دانشگاه علم و صنعت ایران
دانشکده مهندسی برق دانشگاه علم و صنعت ایران، هم‌زمان با تأسیس این دانشگاه فعالیت خود را آغاز کرده است.
دانشگاه علم و صنعت ایران، که در سال 1308 هجری شمسی (1929 میلادی) تأسیس شد، به عنوان نخستین مؤسسه آموزش عالی در ایران شناخته می‌شود که به تربیت مهندسان می‌پردازد. این دانشگاه که در ابتدا با نام هنر سرای عالی فعالیت خود را آغاز کرد، پیش از آنکه در سال 1357 (1978 میلادی) به دانشگاه علم و صنعت ایران تغییر نام دهد، چندین بار تغییر نام و مکان را تجربه کرده بود.  دانشکده مهندسی برق از بدو تأسیس دانشگاه در سال 1308، یکی از اولین و مهم‌ترین بخش‌های آن به شمار می‌رود. این دانشکده در سه مقطع تحصیلی کارشناسی، کارشناسی ارشد و دکتری از طریق آزمون‌های سراسری و همچنین گزینش از طریق آیین‌نامه‌های استعداد درخشان وزارت علوم، دانشجو می‌پذیرد.

## مرکز امور آموزش دانشکده
این دانشکده دارای دقیق‌ترین دپارتمان آموزشی در دانشگاه علم و صنعت ایران است. به طوری که دانشجویان در هر ترم ملزم به پیش‌ثبت‌نام و انتخاب واحد کلی برای ترم آینده‌شان هستند و همچنین برنامه‌های دروس ارائه شده برای ترم آینده به صورت کامل، چند هفته زودتر از انتخاب واحد اصلی ارائه می‌شود. همچنین به هر دانشجوی کارشناسی تازه وارد، به محض ثبت‌نام، یک استاد مشاور (یکی از اعضای هیئت علمی دانشکده) تخصیص می‌یابد تا دانشجویان بتوانند از آن‌ها راهنمایی بگیرند. همچنین جدا از واحد درسی عمومی همگانی برای تمام دانشجویان، دانشگاه تحت عنوان «آشنایی با رشته»، دانشکده برق جلسات متعددی با عنوان «معارفه» برای دانشجویان تازه وارد در تمامی مقاطع برگزار می‌کند تا هم با سازوکار دانشکده آشنا شده و هم چشم‌انداز تحصیلی برای آن‌ها ترسیم شود. انتخاب گرایش دانشجویان کارشناسی معمولا در ترم ۴ و بر اساس فرمول امتیازی که پیشتر آموزش دانشکده آن را اعلام می‌کند، صورت می‌گیرد.

## امکانات آزمایشگاهی
براساس برنامه‌ درسی ارائه شده‌ توسط وزارت علوم، دانشجویان کارشناسی رشتهٔ مهندسی برق موظف به اخذ آزمایشگاه‌های اصلی و مشترک رشته برق، و همچنین آزمایشگاه‌های تخصصی گرایش انتخابی‌ خود هستند. 
 آزمایشگاه‌های اصلی شامل آزمایشگاه مدارهای منطقی، مدارهای الکتریکی و اندازه‌گیری، ماشین‌های الکتریکی ۱، سیستم‌های کنترل خطی و الکترونیک ۱ است.
آزمایشگاه‌های تخصصی گرایش مهندسی کنترل:
آزمایشگاه میکروکنترلرها، ابزار دقیق، سیستم‌های کنترل دیجیتال و کنترل صنعتی است.
آزمایشگاه‌های تخصصی گرایش مهندسی قدرت: آزمایشگاه عایق‌ها و فشار قوی، تحلیل سیستم‌های قدرت، حفاظت، الکترونیک صنعتی، ماشین‌های الکتریکی پیشرفته و آزمایشگاه اتوماسیون صنعتی.
آزمایشگاه‌های تخصصی گرایش مهندسی الکترونیک: آزمایشگاه الکترونیک ۲ و ۳، تکنیک پالس، سیستم‌های الکترونیکی و میکروپروسسورها.
آزمایشگاه‌های تخصصی گرایش مهندسی مخابرات: آزمایشگاه مخابرات ۱ و ۲، مدارهای مخابراتی، پردازش سیگنال دیجیتال (DSP) و آزمایشگاه ماکروویو.
افزون بر این آزمایشگاه‌ها، پژوهشگاه‌های مخصوص، آزمایشگاه‌های تخصصی اعضای هیئت علمی و شتاب‌دهنده استارت آپ‌های مختلف وجود دارد که در ساختمان‌های مختلف در سطح دانشگاه علم و صنعت پراکنده هستند.

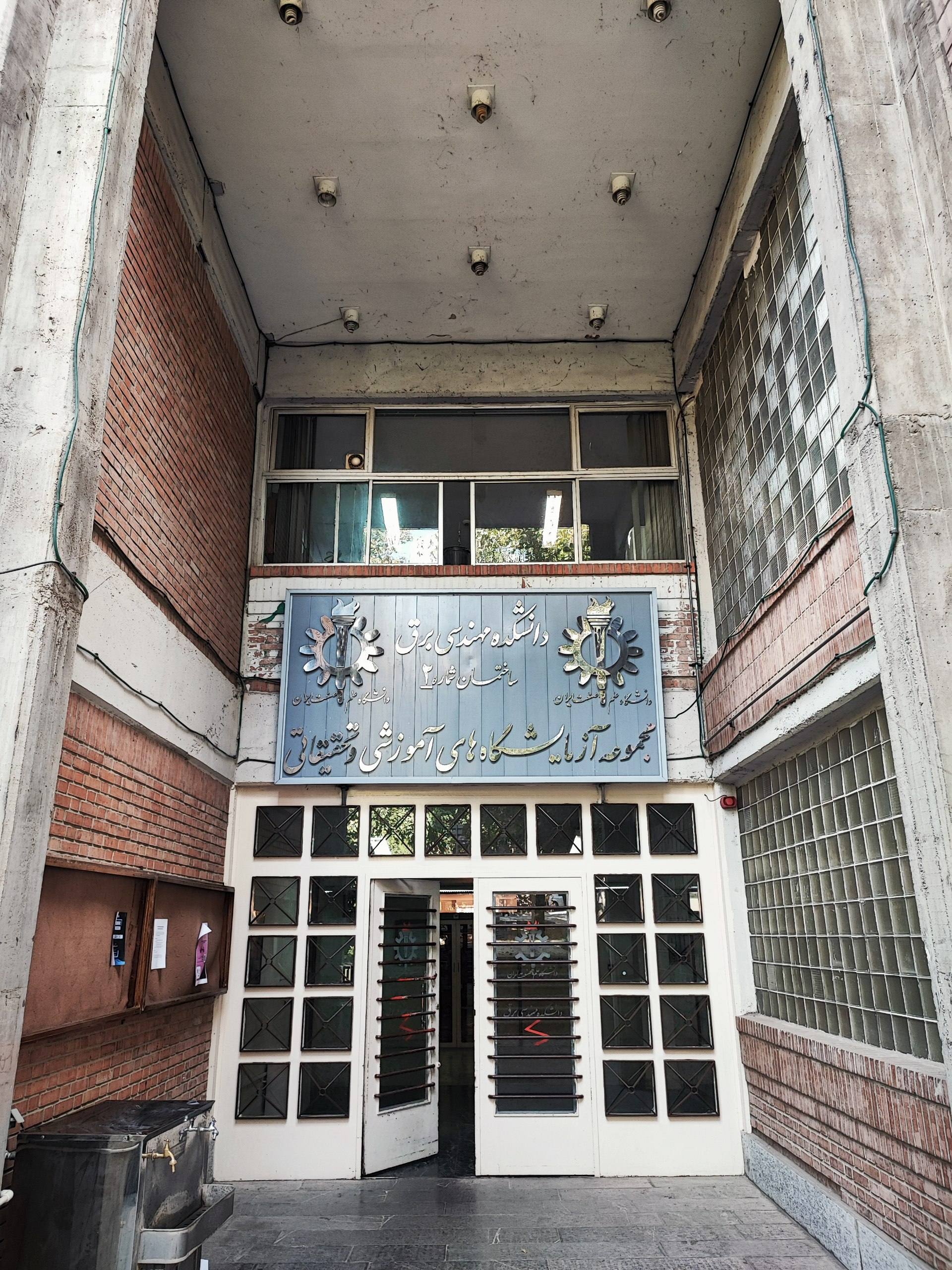
ورودی ساختمان شماره ۲ دانشکده برق، مجموعه آزمایشگاه‌های آموزشی و تحقیقاتی

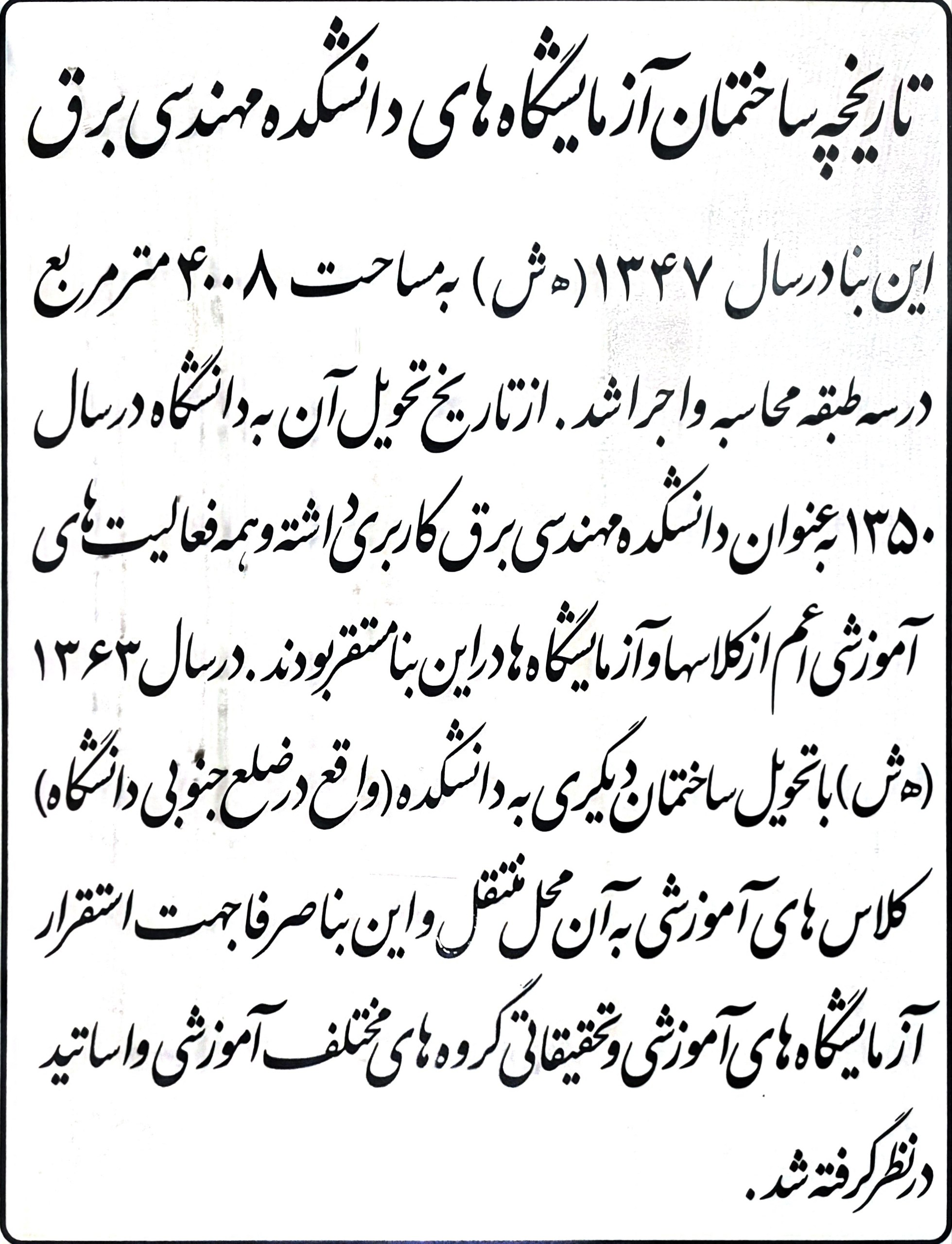
تاریخچهٔ ساختمان قدیم برق در دانشگاه علم و صنعت ایران

### ساختمان برق قدیم
ساختمان شمارهٔ ۲ دانشکدهٔ برق، مهم‌ترین محل استقرار آزمایشگاه‌های آموزشی و تحقیقاتی این دانشکده است. این ساختمان که در سال ۱۳۴۷ ساخته شد، از سال ۱۳۵۰ به عنوان محل اصلی دانشکدهٔ مهندسی برق مورد استفاده قرار گرفت. از سال ۱۳۶۳، با انتقال دانشکده به ساختمان جدید (ساختمان فعلی دانشکدهٔ مهندسی شیمی)، کاربری این ساختمان صرفاً به آزمایشگاه‌ها اختصاص یافت. در سال ۱۳۸۹، دانشکدهٔ برق از ساختمان دانشکدهٔ مهندسی شیمی به ساختمان فعلی خود منتقل شد. در ضلع جنوبی این مجتمع آموزشی دانشکدهٔ مهندسی صنایع قرار دارد. کل مجموعهٔ دانشکده برق و صنایع، مجتمع آموزشی شهید چمران نام گرفته است.

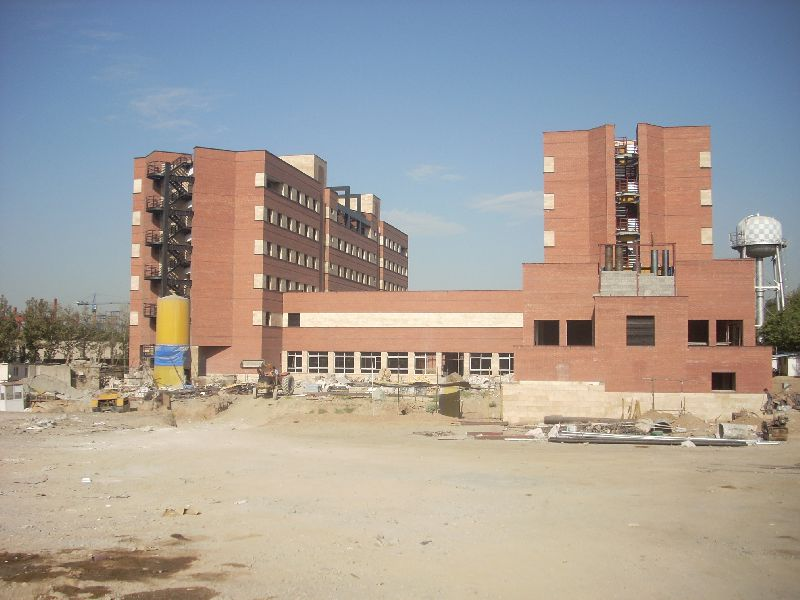
ساختمان دانشکده برق و صنایع چند ماه قبل از بهره‌برداری در تیر ماه ۱۳۸۹

## نگارخانه

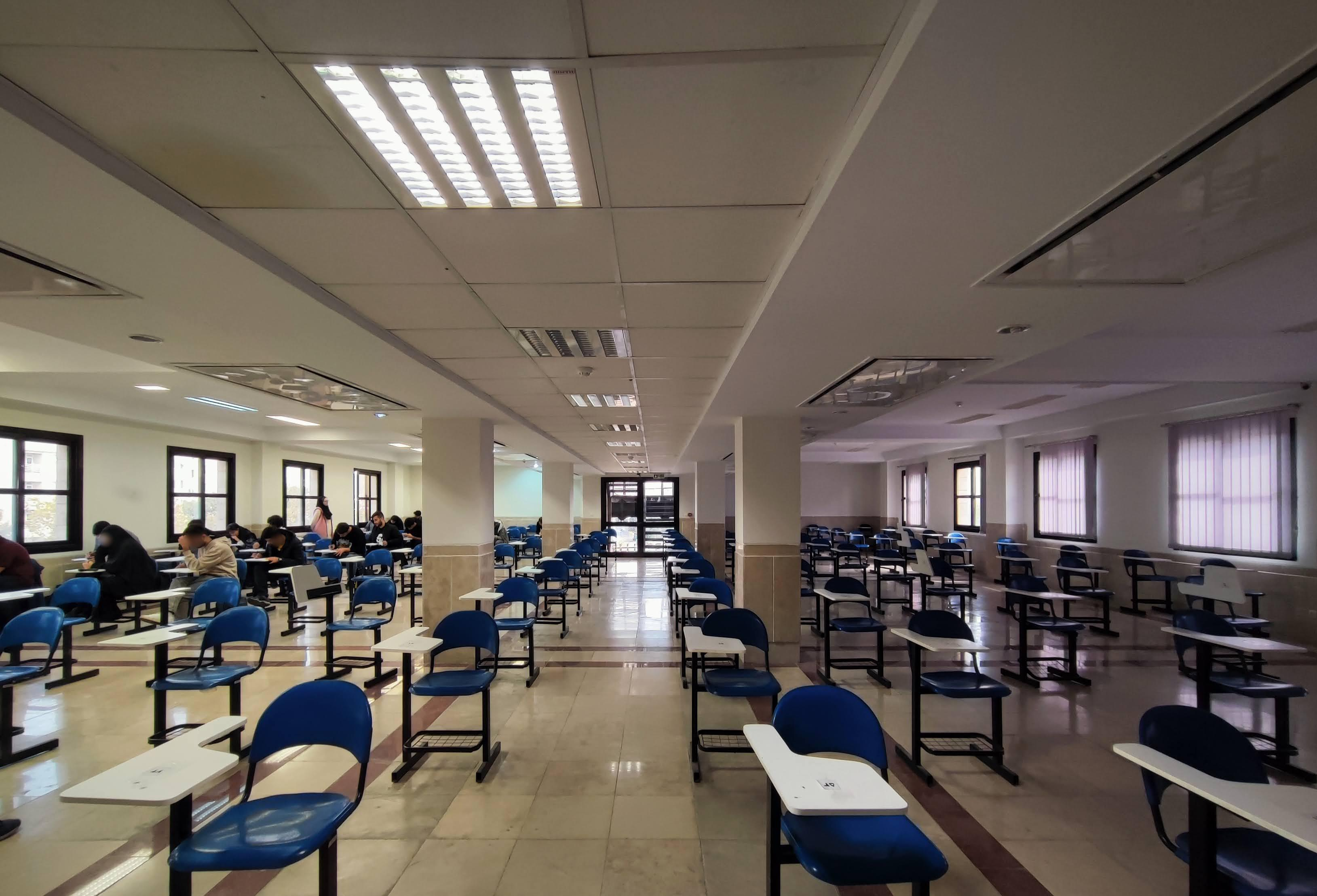
سالن امتحانات
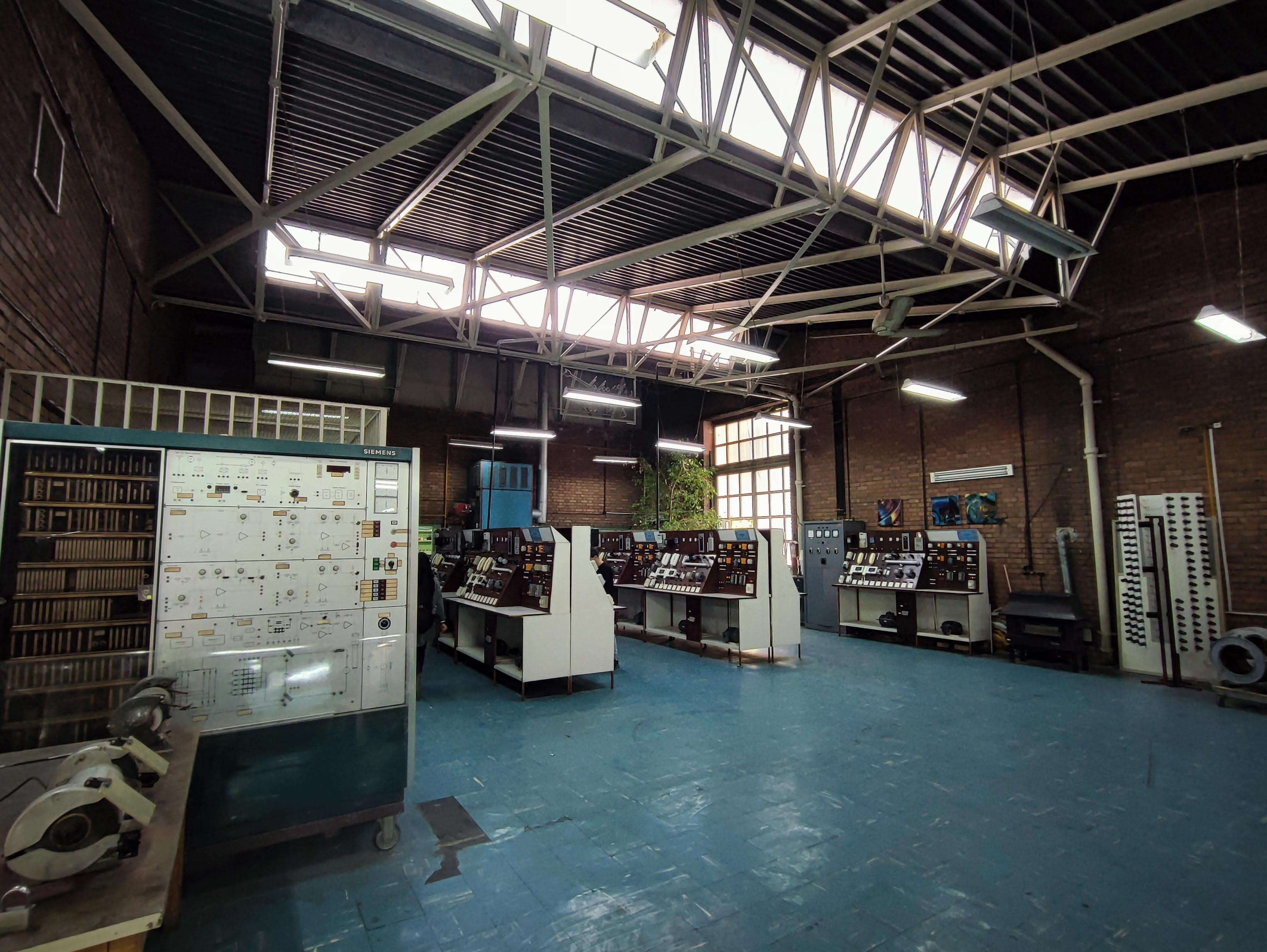
کارگاه عمومی برق، برای آموزش مهارت‌های ابتدایی
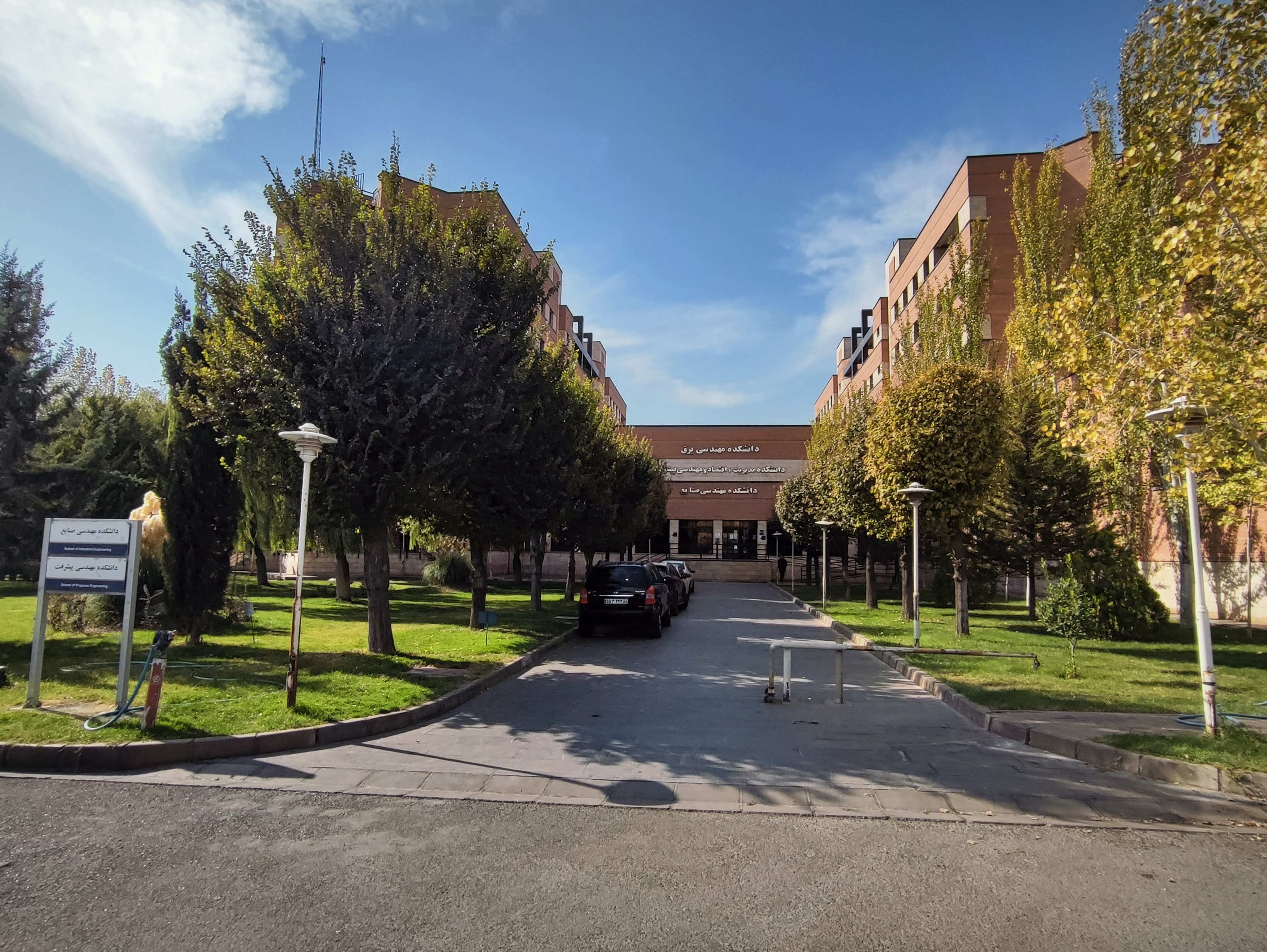
ورودی پشتی دانشکده در تاریخ ۱۴۰۳
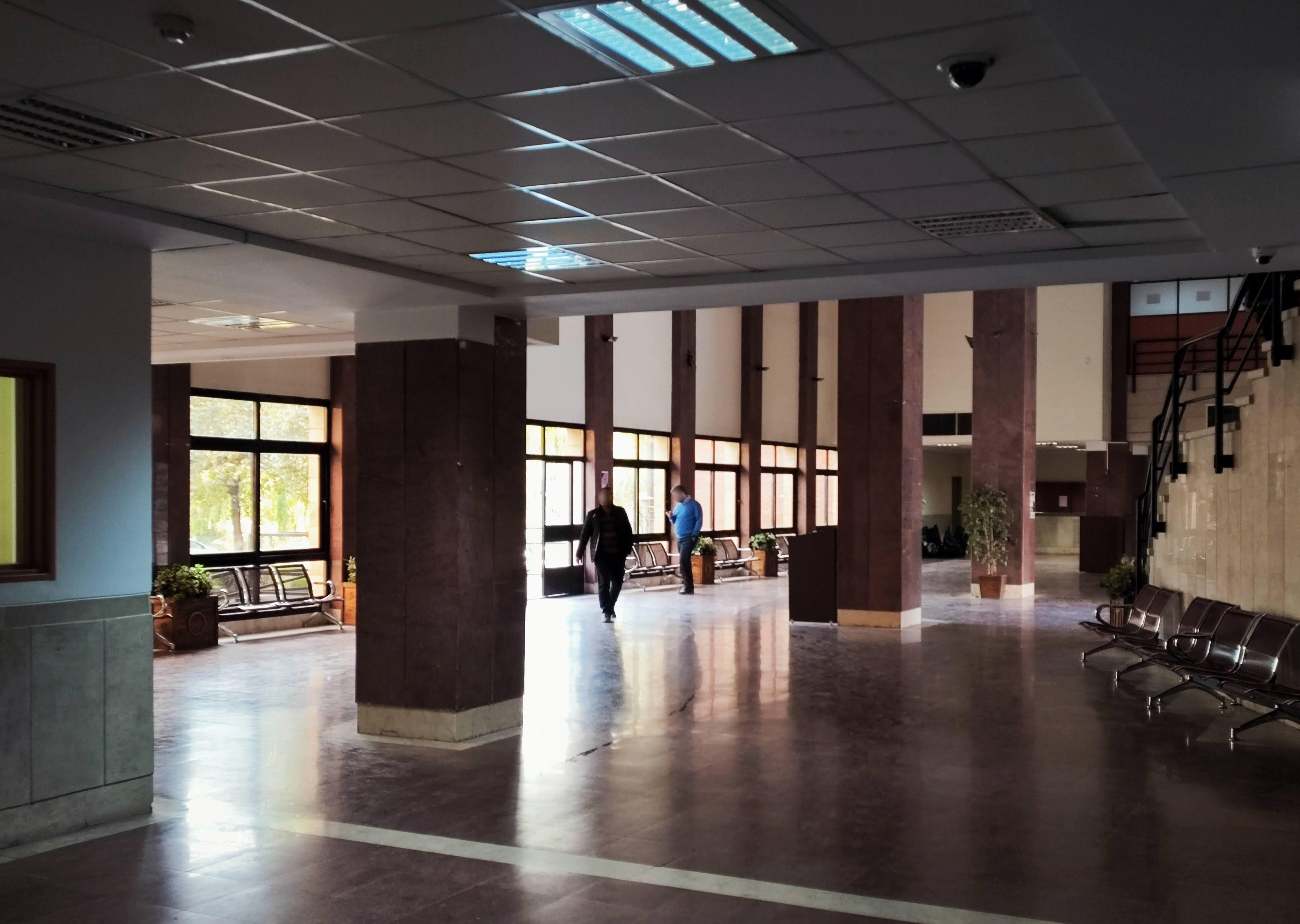
سرسرای مشترک دانشکده برق و صنایع
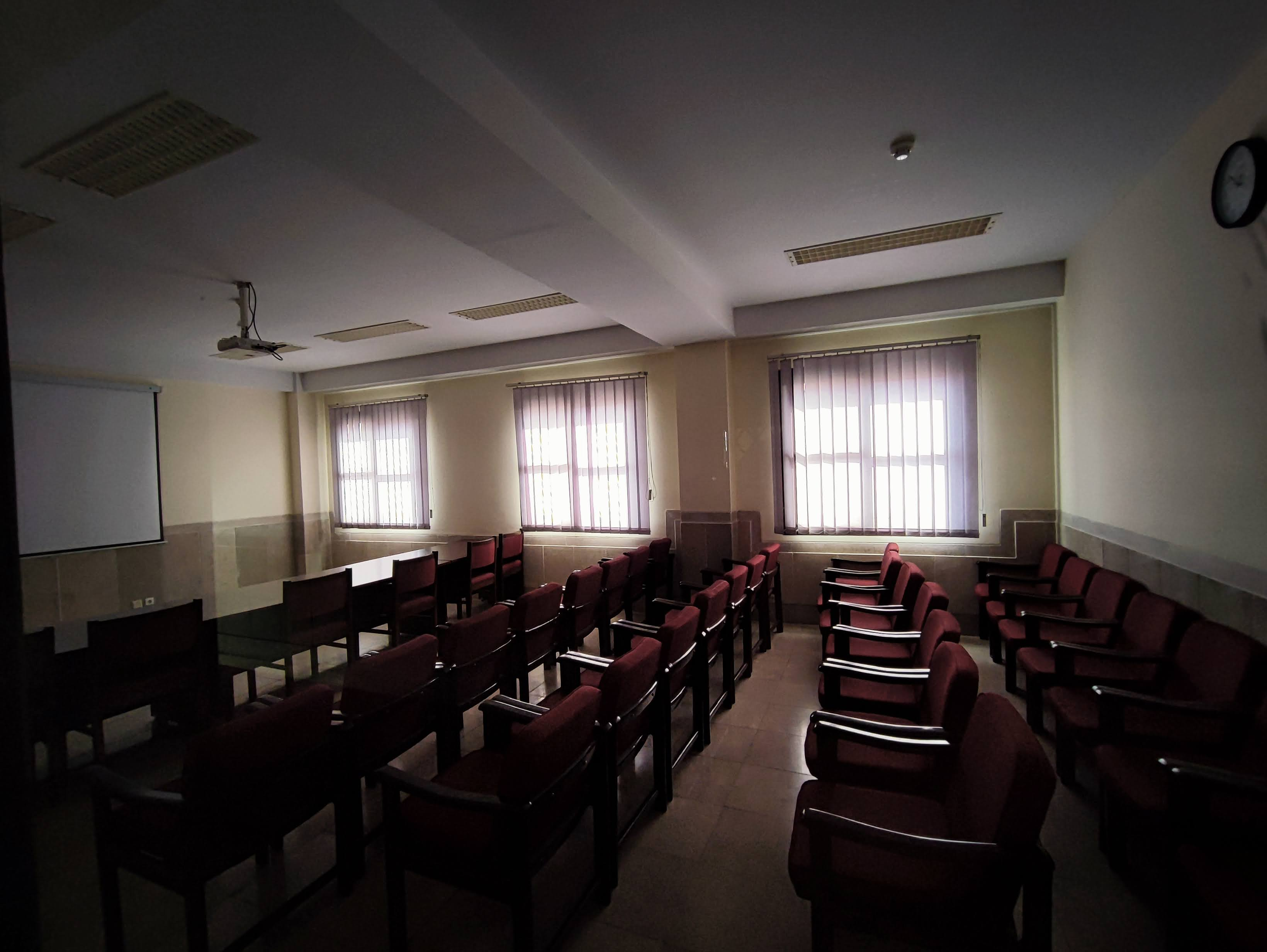
سالن خوارزمی برای ارائه دانشجویان
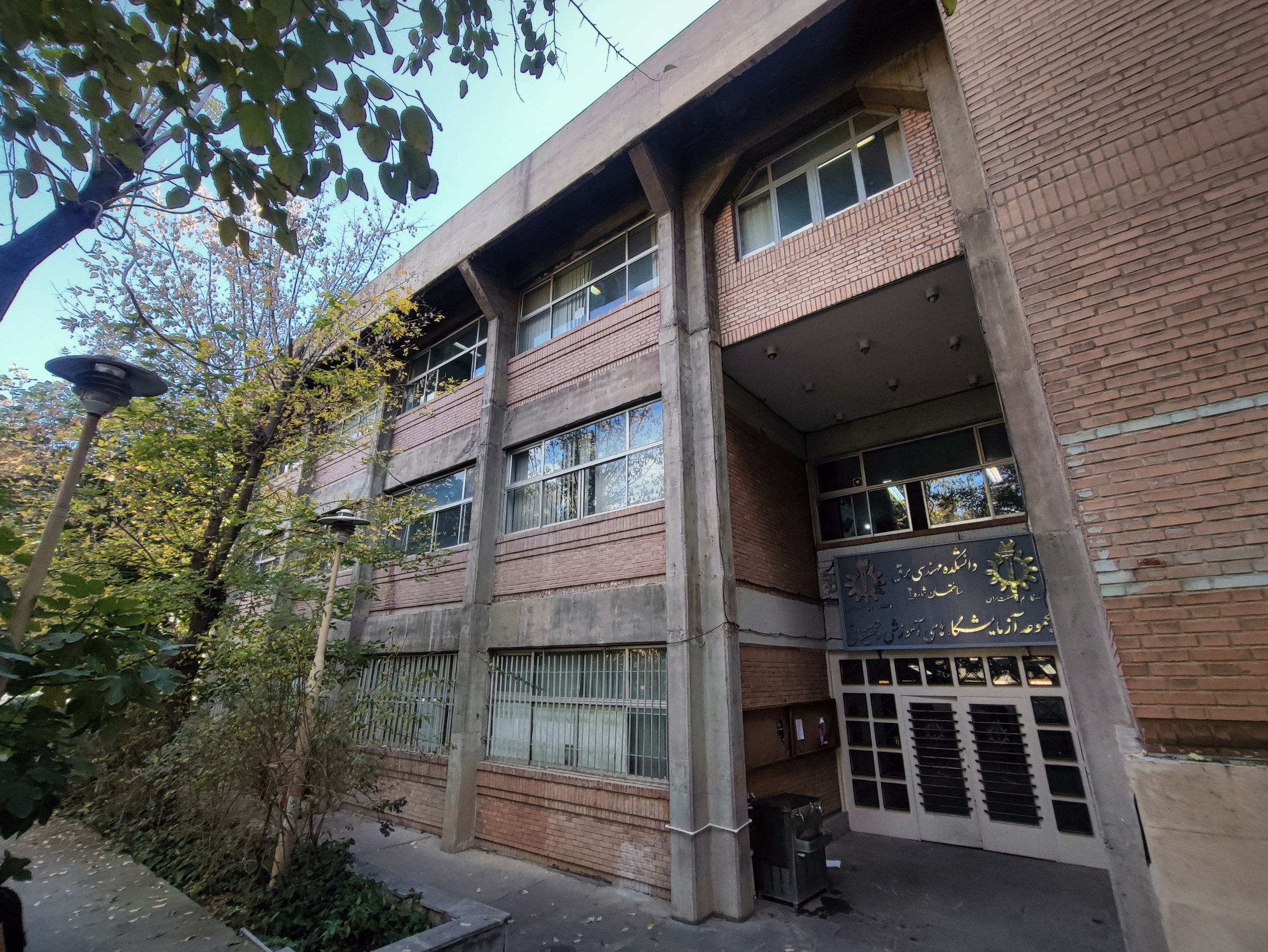
نمای پشتی ساختمان قدیم برق
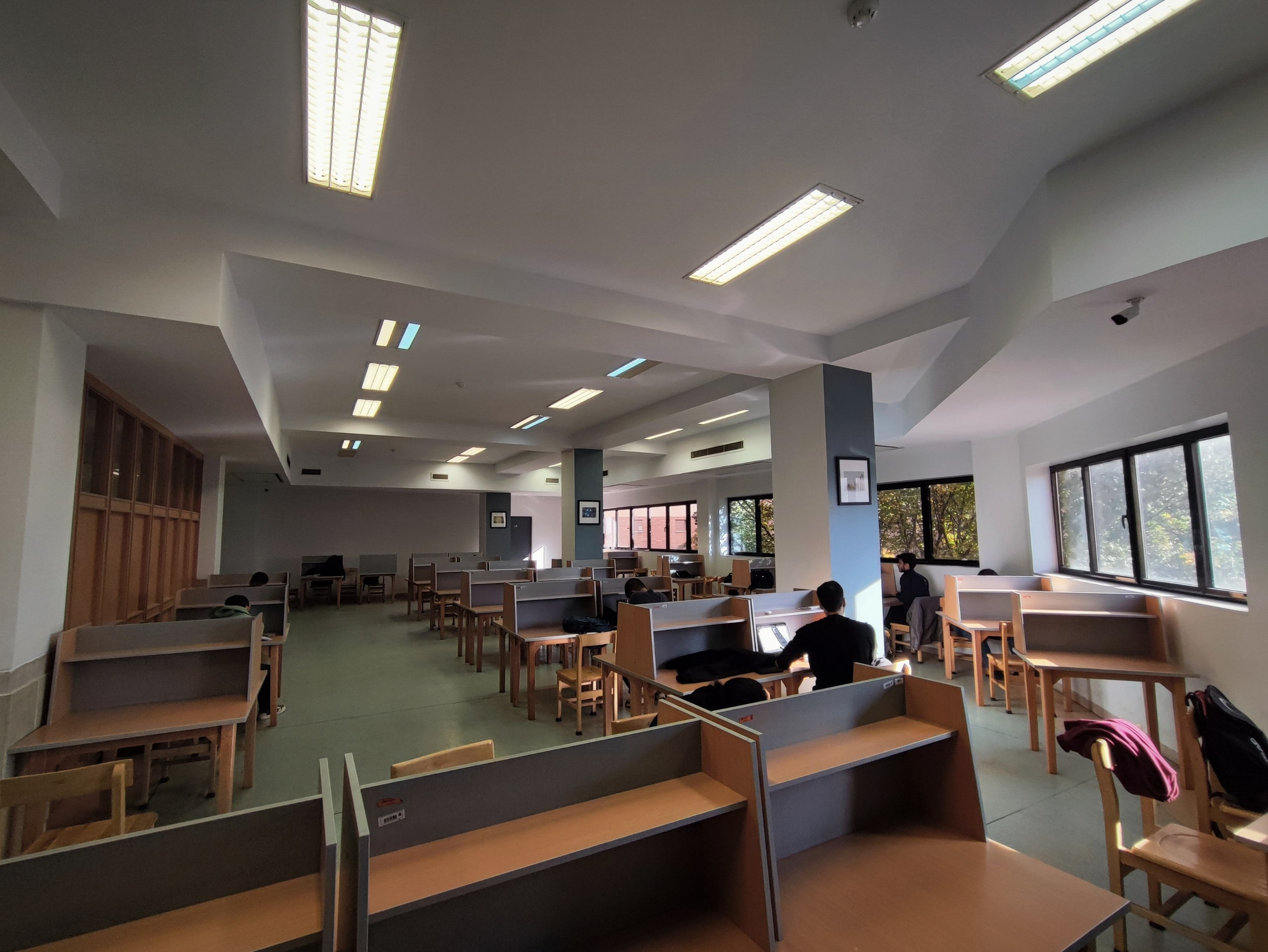
سالن مطالعه‌ دانشکده